# トンギョンイ
トンギョンイ（동경이, Dong-gyeong）は、韓国原産の犬種。無尾または短尾である。東京犬（トンギョンゲ、동경개）、テンギョン（댕견）とも言われる。東京犬という呼び方の「東京」は慶州市の古名に由来しており、日本の東京都とは関係ない。
17世紀に記された慶州地域の地誌『東京雑記』や、18世紀の『増補文献備考』といった文献から、慶州地域で広く飼育されてきた犬種として知られる。新羅の古墳からは犬をかたどった土偶が発掘されるなど、歴史的・文化的な価値は高い。現代、慶州で飼育されている「慶州犬トンギョンイ（경주개 동경이）」は、短尾または無尾である特徴が文献記録と一致している。遺伝子検査の結果からは、 土種犬（토종개、朝鮮古来の土着種の犬）に属することが明らかとなった。
2012年11月6日に、「慶州犬トンギョンイ（경주개 동경이）」として韓国の天然記念物第540号に指定された。

## 特徴
日本犬に似ているが、無尾または短尾である。